# Kevin Ratcliffe
Kevin Ratcliffe (12 de novembre de 1960) és un exfutbolista gal·lès de la dècada de 1980.
Fou internacional amb la selecció de Gal·les entre 1981 i 1993. Pel que fa a clubs, la major part de la seva carrera la va viure a l'Everton.
Començà la seva carrera d'entrenador al Chester City.